# Hôtel de Ville (Aulnay-sous-Bois)

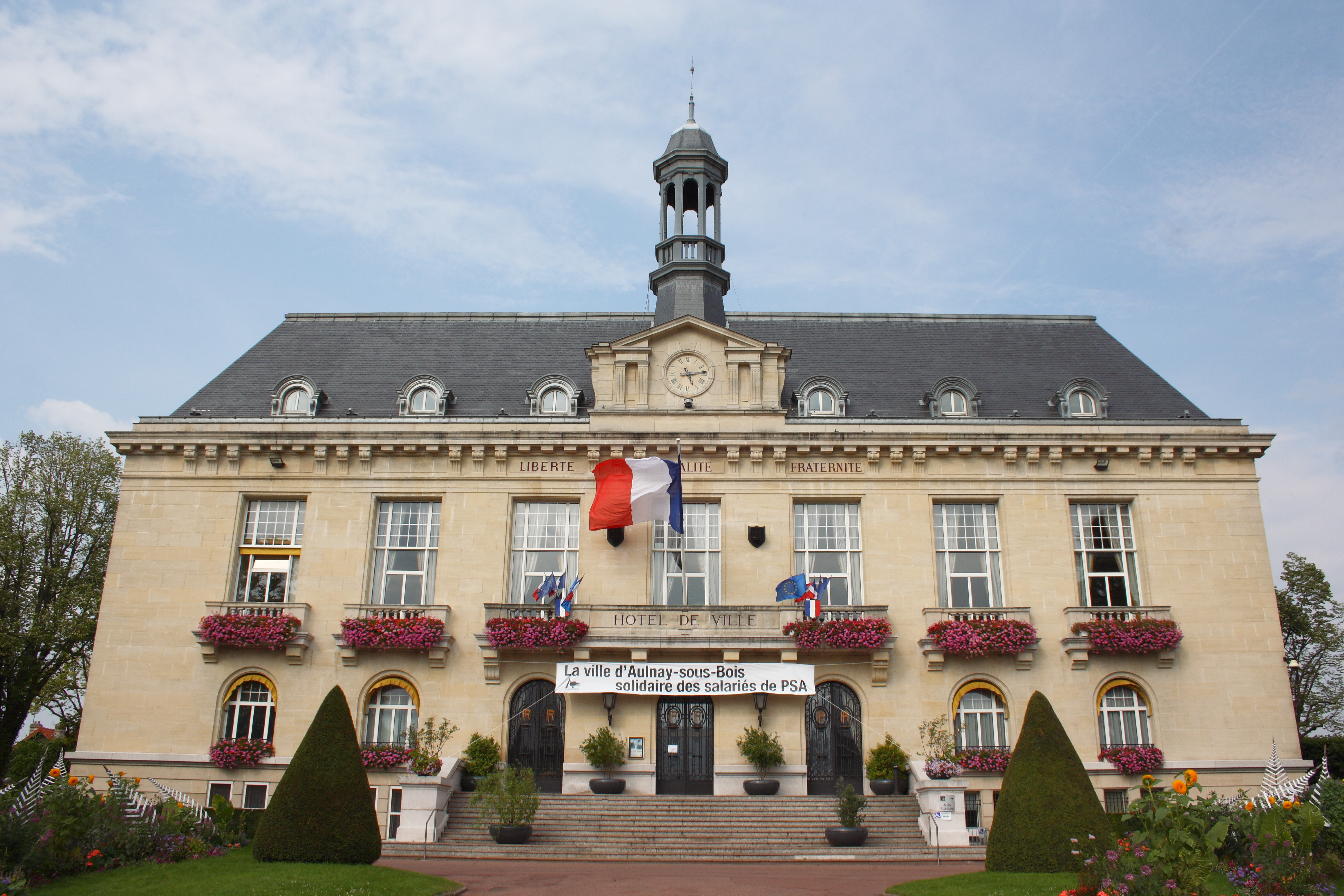
Hôtel de Ville in Aulnay-sous-Bois

Das Hôtel de Ville (deutsch Rathaus) in Aulnay-sous-Bois, einer französischen Stadt im Département Seine-Saint-Denis in der Region Île-de-France, wurde 1934 errichtet. Das Rathaus an der Place de l’Hôtel de Ville wurde nach den Plänen des Architekten Lévêque erbaut.
Da die Stadt einen ständigen Bevölkerungszuwachs hatte, war der Neubau für die größere Verwaltung notwendig geworden. Das repräsentative Gebäude mit sieben Fensterachsen und einem Rundbogenportal zählt zu den schönsten Rathäusern der Region. Die Mittelachse wird von einem Aufbau mit Uhr und einer hohen Laterne überragt.